# Ніколаєвка (село, Стерлітамацький район)
Нікола́євка (рос. Николаевка, башк. Николаевка) — село у складі Стерлітамацького району Башкортостану, Росія. Адміністративний центр Ніколаєвської сільської ради.
Населення — 830 осіб (2010; 816 в 2002).
Національний склад:
- росіяни — 73%